# Tex Mason
Tex Mason é um cowboy fictício de faroeste. Ele apareceu pela primeira vez como coadjuvante n programa de rádio Bobby Benson and the B-Bar-B Riders, lançado em 1932 com o nome Buck Mason, no ano seguinte, seu nome foi mudado para Tex Mason. Tex Mason é o capataz do rancho de Bobby Benson, um garoto órfão de 12 anos.

## Histórias em quadrinhos
Entre 1950 e 1953, Bobby Benson foi adaptado para os quadrinhos pela Magazine Enterprises, com desenhos de Bob Powell, nessa série, Tex Mason se se tornou um cowboy mascarado com a alcuha The Lemonade Kid. Mais recentemente, a AC Comics republicou algumas das aventuras  Ele é apresentado com a frase "His shirt is golden and his twin sixguns are steel blue! His drink is lemonade. His name is- The Lemonade Kid!" ("Sua camisa é dourada e suas pistolas são azuis como aço. Ele bebe limonada. Seu nome é Lemonade Kid"). 